# Aleksiej Larski
Aleksiej Pietrowicz Larski (ros. Алексе́й Петро́вич Ля́рский; ur. 26 sierpnia 1923 w Moskwie, zm. 8 lutego 1943) – radziecki aktor filmowy. Znany z roli Aleksieja Pieszkowa. Poległ na froncie podczas II wojny światowej w wieku 19 lat.
W 1938 roku został wybrany do głównej roli w dwóch pierwszych filmach trylogii o Maksymie Gorkim w reżyserii Marka Donskiego. Rola Aleksieja Pieszkowa stała się jego jedyną rolą w filmie. Był najmłodszym, który został uhonorowany za pracę w filmach o Gorkim. W 1938 roku otrzymał z rąk Michaiła Kalinina Medal „Za pracowniczą wybitność”. W 1941 roku udał się na front jako ochotnik. Służył w 365 samodzielnym artyleryjsko-maszynowym batalionie na Froncie Północno-Zachodnim. Zginął w walce 8 lutego 1943, w pobliżu miejscowości Kipino w Obwodzie Nowogrodzkim, gdzie został pochowany.

## Filmografia
- 1938: Dzieciństwo Gorkiego jako Aleksiej Pieszkow
- 1939: Wśród ludzi jako Aleksiej Pieszkow